# Daydream Nation
Daydream Nationlà album phòng thu thứ năm của ban nhạc alternative rock Sonic Youth. Ban nhạc thu âm album nào tháng 7 và tháng 8, năm 1988 tại Greene St. Recording ở Thành phố New York, và được phát hành bởi Enigma Records dưới dạng một album kép. Daydream Nation là album cuối cùng của ban trước khi ký hợp đồng với hãng đĩa lớn.
Sau khi Daydream Nation phát hành, nó nhận được sự ca ngợi rộng rãi từ các nhà phê bình và lôi kéo các hãng đĩa lớn tìm đến ban nhạc. Album được xếp ở thứ hạng cao trong nhiều danh sách album hay nhất năm, gồm cả thứ hai trong sự kiện bỏ phiếu Pazz & Jop thường niên của The Village Voice. Daydream Nation từ đó thường được xem là tác phẩm hay nhất của ban nhạc, và là một nguồn ảnh hưởng trong giới alternative và indie rock. Nó được lựa chọn bởi Thư viện Quốc hội Hoa Kỳ để lưu trử trong National Recording Registry năm 2005.

## Danh sách bài hát
Tất cả các ca khúc được viết bởi Sonic Youth (Thurston Moore, Kim Gordon, Lee Ranaldo và Steve Shelley).
| Mặt một | Mặt một         | Mặt một | Mặt một    |
| STT     | Nhan đề         | Phổ lời | Thời lượng |
| ------- | --------------- | ------- | ---------- |
| 1.      | "Teen Age Riot" | Moore   | 6:57       |
| 2.      | "Silver Rocket" | Moore   | 3:47       |
| 3.      | "The Sprawl"    | Gordon  | 7:42       |

| Mặt hai | Mặt hai             | Mặt hai | Mặt hai    |
| STT     | Nhan đề             | Phổ lời | Thời lượng |
| ------- | ------------------- | ------- | ---------- |
| 4.      | "'Cross the Breeze" | Gordon  | 7:00       |
| 5.      | "Eric's Trip"       | Ranaldo | 3:48       |
| 6.      | "Total Trash"       | Moore   | 7:33       |

| Mặt ba | Mặt ba       | Mặt ba  | Mặt ba     |
| STT    | Nhan đề      | Phổ lời | Thời lượng |
| ------ | ------------ | ------- | ---------- |
| 7.     | "Hey Joni"   | Ranaldo | 4:23       |
| 8.     | "Providence" |         | 2:41       |
| 9.     | "Candle"     | Moore   | 4:58       |
| 10.    | "Rain King"  | Ranaldo | 4:39       |

| Mặt bốn | Mặt bốn | Mặt bốn       | Mặt bốn    |
| STT     | Nhan đề | Phổ lời       | Thời lượng |
| ------- | --- | ------------- | ---------- |
| 11.     | "Kissability" | Gordon        | 3:08       |
| 12.     | "Trilogy" - a) "The Wonder" - b) "Hyperstation" - z) "Eliminator Jr." (Some releases separate the parts of "Trilogy") | Moore, Gordon | 14:02      |

### Ấn bản giới hạn
Ấn bản giới hạn của Daydream Nation được phát hành năm 2007, gồm phiên bản trực tiếp của các track trong album, cộng bản thu của vài bài cover. Phiên bản đĩa vinyl 4-LP được ra mắt ngày 17 tháng 7 năm 2007.
| Danh sách bài hát Ấn bản Giới hạn | Danh sách bài hát Ấn bản Giới hạn | Danh sách bài hát Ấn bản Giới hạn |
| STT                               | Nhan đề                           | Thời lượng                        |
| --------------------------------- | --------------------------------- | --------------------------------- |
| 1.                                | "Teen Age Riot"                   | 6:57                              |
| 2.                                | "Silver Rocket"                   | 3:47                              |
| 3.                                | "The Sprawl"                      | 7:42                              |
| 4.                                | "'Cross the Breeze"               | 7:00                              |
| 5.                                | "Eric's Trip"                     | 3:48                              |
| 6.                                | "Total Trash"                     | 7:33                              |
| 7.                                | "Hey Joni"                        | 4:23                              |
| 8.                                | "Providence"                      | 2:41                              |
| 9.                                | "Candle"                          | 4:58                              |
| 10.                               | "Rain King"                       | 4:39                              |
| 11.                               | "Kissability"                     | 3:08                              |
| 12.                               | "Trilogy: The Wonder"             | 4:15                              |
| 13.                               | "Trilogy: Hyperstation"           | 7:13                              |
| 14.                               | "Trilogy: Eliminator Jr."         | 2:37                              |
| 15.                               | "Eric's Trip (Home Demo)"         | 2:27                              |

| Đĩa tặng kèm tái bản | Đĩa tặng kèm tái bản                                                                                          | Đĩa tặng kèm tái bản    | Đĩa tặng kèm tái bản |
| STT                  | Nhan đề | Sáng tác                | Thời lượng           |
| -------------------- | --- | ----------------------- | -------------------- |
| 1.                   | "The Sprawl (Noise Now Festival, Philipshalle, Düsseldorf on ngày 27 tháng 3 năm 1989)"                       |                         | 8:27                 |
| 2.                   | "'Cross the Breeze (Noise Now Festival, Philipshalle, Düsseldorf on ngày 27 tháng 3 năm 1989)"                |                         | 5:54                 |
| 3.                   | "Hey Joni (Paradiso, Amsterdam on ngày 26 tháng 3 năm 1989)"                                                  |                         | 3:38                 |
| 4.                   | "Silver Rocket (Noise Now Festival, Philipshalle, Düsseldorf on ngày 27 tháng 3 năm 1989)"                    |                         | 4:19                 |
| 5.                   | "Kissability (Recorded for the Documentary Put Blood in the Music in Brooklyn, New York City in August 1988)" |                         | 2:19                 |
| 6.                   | "Eric's Trip (Noise Now Festival, Philipshalle, Düsseldorf on ngày 27 tháng 3 năm 1989)"                      |                         | 3:05                 |
| 7.                   | "Candle (Cabaret Metro, Chicago on ngày 5 tháng 11 năm 1988)"                                                 |                         | 5:04                 |
| 8.                   | "The Wonder (Recorded at CBGB's ngày 13 tháng 12 năm 1988)"                                                   |                         | 4:02                 |
| 9.                   | "Hyperstation (Recorded at CBGB's ngày 13 tháng 12 năm 1988)"                                                 |                         | 6:14                 |
| 10.                  | "Eliminator Jr. (Paradiso, Amsterdam on ngày 26 tháng 3 năm 1989)"                                            |                         | 2:38                 |
| 11.                  | "Providence (Paradiso, Amsterdam on ngày 26 tháng 3 năm 1989)"                                                |                         | 1:47                 |
| 12.                  | "Teen Age Riot (Paradiso, Amsterdam on ngày 26 tháng 3 năm 1989)"                                             |                         | 4:37                 |
| 13.                  | "Rain King (Recorded for the Documentary Put Blood in the Music in Brooklyn, New York City in August 1988)"   |                         | 4:06                 |
| 14.                  | "Totally Trashed (Maxwell's, Hoboken, New Jersey on ngày 9 tháng 6 năm 1988)"                                 |                         | 1:57                 |
| 15.                  | "Total Trash (Maxwell's, Hoboken, New Jersey on ngày 9 tháng 6 năm 1988)"                                     |                         | 5:18                 |
| 16.                  | "Within You Without You" (The Beatles cover)                                                                  | Harrison                | 4:58                 |
| 17.                  | "Touch Me I'm Sick" (Mudhoney cover)                                                                          | Mudhoney                | 2:33                 |
| 18.                  | "Computer Age" (Neil Young cover)                                                                             | Young                   | 5:12                 |
| 19.                  | "Electricity" (Captain Beefheart cover)                                                                       | Van Vliet, Herb Bermann | 2:46                 |

## Thành phần tham gia

### Sonic Youth
- Thurston Moore – guitar, hát, piano, sản xuất
- Kim Gordon – guitar bass, hát, sản xuất
- Lee Ranaldo – guitar, hát, sản xuất
- Steve Shelley – trống, sản xuất

### Production
- Nick Sansano – sản xuất, kỹ thuật
- Howie Weinberg – master
- Dave Swanson – trợ lý kỹ thuật
- Michael Lavine – nhiếp ảnh
- Matt Tritto – trợ lý kỹ thuật

## Bảng xếp hạng
| Bảng xếp hạng (1988)      | Vị trí cao nhất |
| ------------------------- | --------------- |
| UK Albums Chart           | 99              |
| Bảng xếp hạng (2007)      | Vị trí cao nhất |
| Belgian Albums Chart (Vl) | 91              |